# 開羅咖啡館爆炸案
2009年2月23日，位於埃及首都開羅的一個名為Khan el-Khalili市集裏面一間咖啡館遭受炸彈襲擊，結果釀成1死多人受傷。
警方事後拘捕了二人，懷疑是該事件的主謀；至於案件仍在調查當中。

## 資料來源
1. ↑  明報：開羅爆炸1法國人死22傷(07:45)[]
2. ↑  明報：開羅爆炸1法國人死22傷(08:45)[]
3. ↑  明報：開羅遊客區襲擊警拘2人[]
4. ↑  .   [2009-07-15]. （原始内容存档于2009-02-27）.
5. ↑  .   [2009-07-15]. （原始内容存档于2009-03-02）.
6. ↑  星島日報：美全力支持埃及政府反恐[]
7. ↑  星島日報：開羅再有外國人遇襲美教師受傷[]

## 外部連結
- 香港政府新聞網：前赴埃及的市民應密切留意當地的局勢 （页面存档备份，存于） 2009年2月23日